# L'infermiera... di mio padre
L'infermiera... di mio padre è un film italiano del 1975, diretto da Mario Bianchi.

## Trama
Don Gualtiero, principe di Leuca, nonostante sia sposato con una ex attrice, è un erotomane, ossia un assiduo frequentatore di bordelli, e proprio in uno di questi, un bel giorno, viene colto da un ictus che lo paralizza. Allora la sua famiglia assolda una giovane infermiera tedesca che praticherà su di lui un metodo rivitalizzante.
Don Gualtiero è costretto immobile su una sedia a rotelle assiste, incapace di reagire, alla girandola di tradimenti delle donne di casa. In seguito egli si risveglia durante un seducente spogliarello dell'infermiera. La cura è riuscita ma il principe non dice niente a nessuno e si prende gioco di tutti, anche della moglie che l'ha tradito con un generale fasullo, in realtà un ex sergente ladro.